# 海德豪森

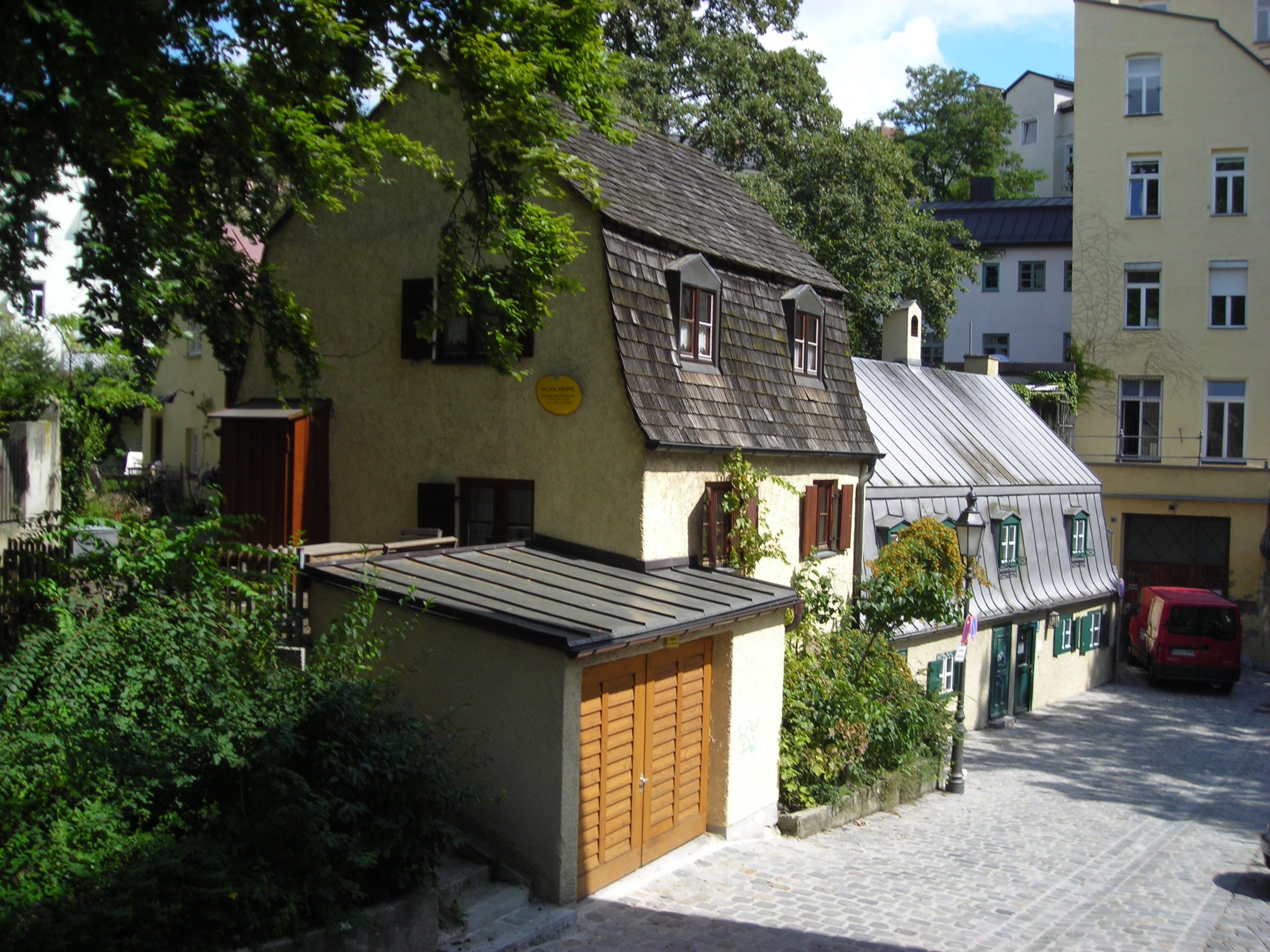
克雷布，海德豪森区内马克斯·韦伯广场至维也纳广场之间的赫尔贝根社区（创建于19世纪初）遗址

海德豪森（德語：Haidhausen）是德国巴伐利亚州首府慕尼黑的一个市分区，也是市辖第5区——坳-海德豪森的组成部分。

## 方位及描述

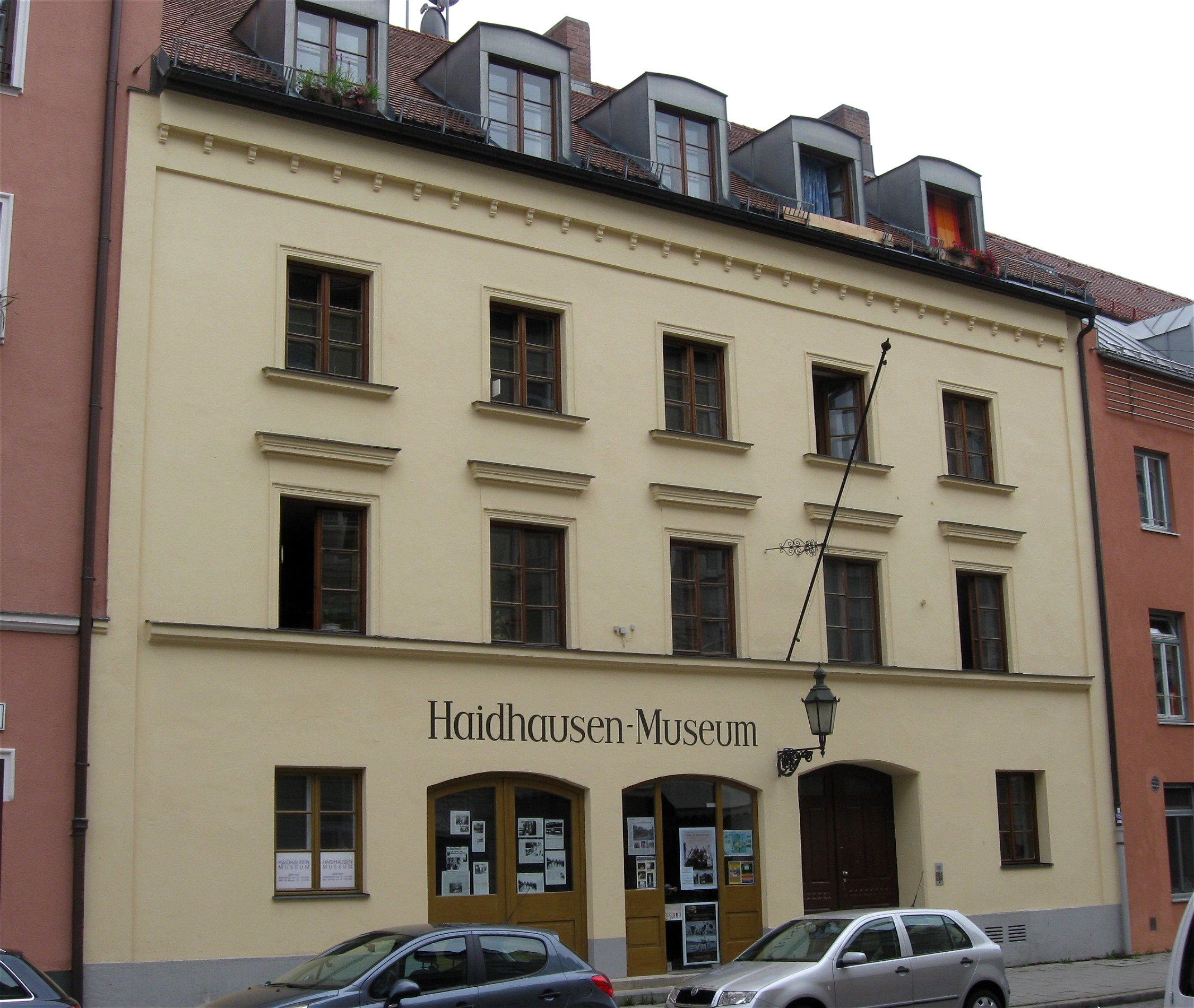
位于基尔兴大街的海德豪森博物馆

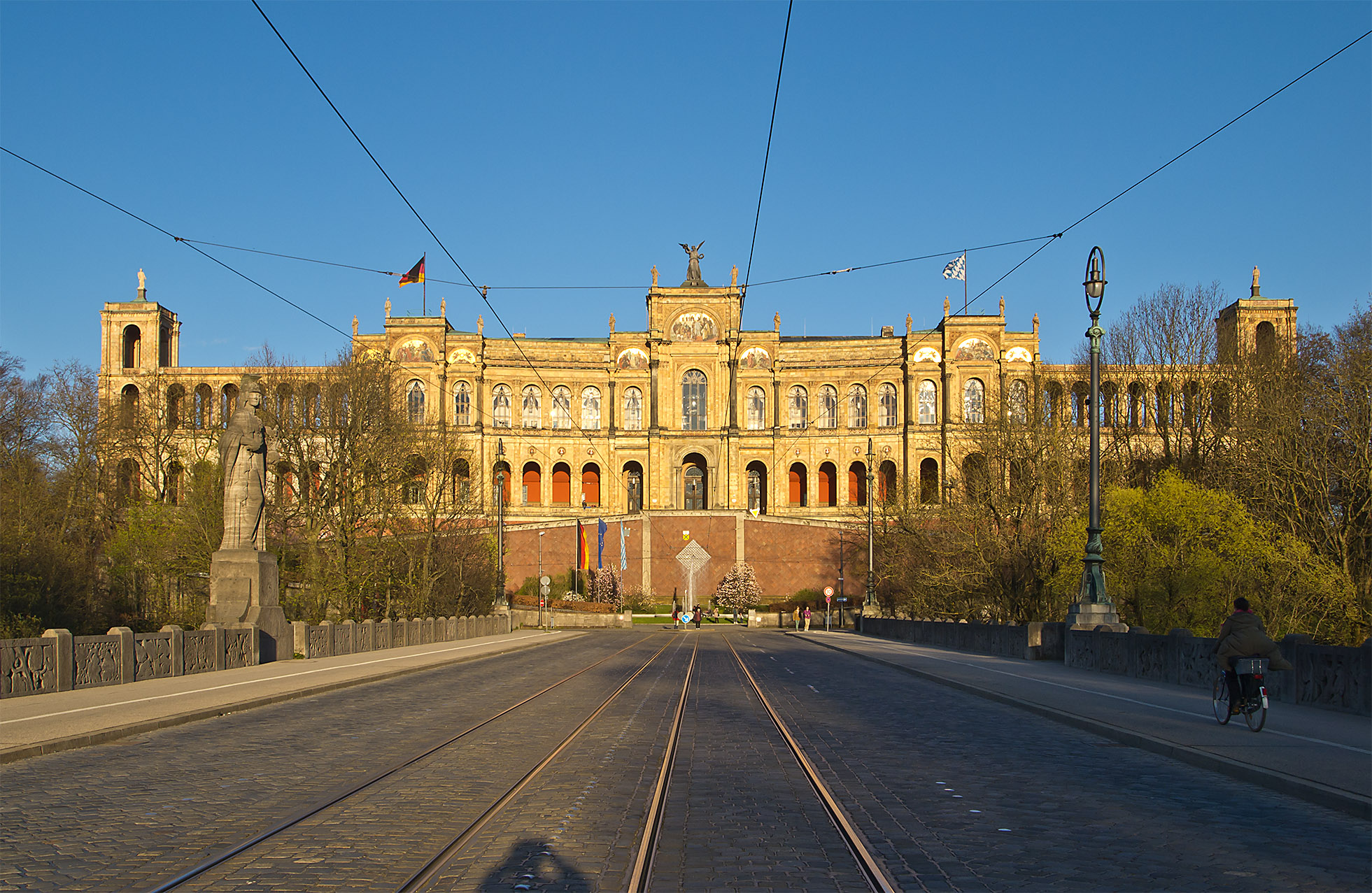
马克西米利安纪念馆——巴伐利亚州议会的所在地

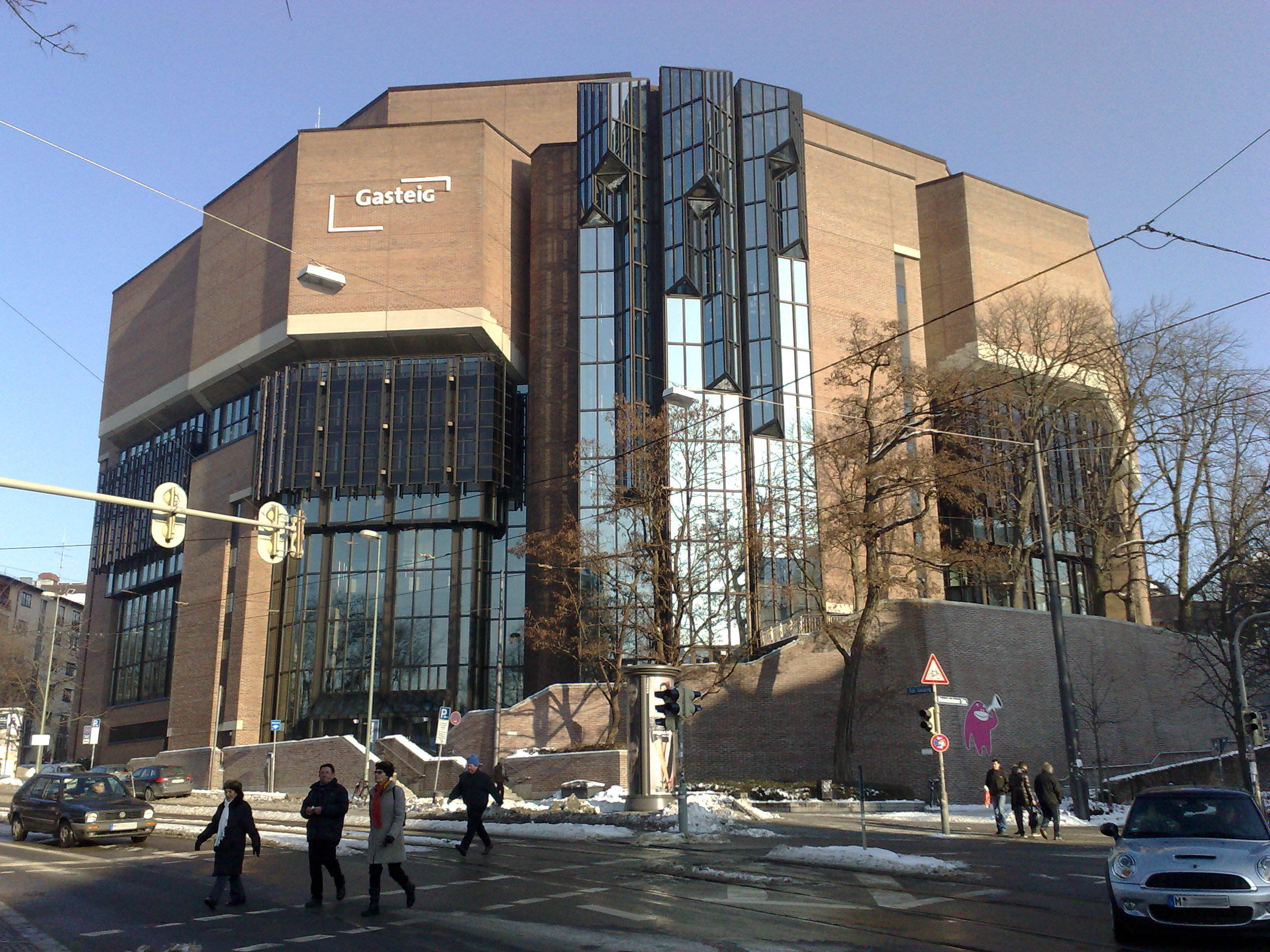
陡坡 (文化中心)

海德豪森位于坳上方的伊萨尔河阶地上。这一市分区在北部与博根豪森接壤，在东部是莱姆畔山，南部为坳，西部则是与伊萨尔河相连的市分区。
海德豪森在北部的边界是沿摄政王街伸展，然后由西侧的福格魏德广场以及回收中心和电车厂之间的铁路组成东部边界，其中的铁路路基仍属海德豪森管辖。南部是通过罗森海姆大街（Rosenheimerstraße）、高街（Hochstraße）、拉布尔大街（Rablstraße）和巴兰大街（Balanstraße）沿线来划界，这里与属同一个市辖区的坳相连。西部则利用伊萨尔河右岸为界。
海德豪森的中心是奥尔良广场。而以往的村庄中心大致位于基兴大街和塞尔里德大街（Seeriederstraße）的交叉路口，那里如今设有海德豪森博物馆。交叉路口的四个街角直至17世纪仍设有海德豪森最古老的建筑，即四个农庄和一个谷仓。
作为慕尼黑三大长途铁路车站之一的慕尼黑东站（原称海德豪森车站）也设于海德豪森，它在作为城市快铁车站和作为MVV的其它交通工具的站点时则使用“火车东站（Ostbahnhof）”的称谓。
海德豪森境内主要安置有位于马克西米利安纪念馆内的巴伐利亚州议会以及陡坡文化中心，后者同时也是慕尼黑市立图书馆、慕尼黑业余大学、理查德·施特劳斯音乐学院和慕尼黑愛樂樂團的所在地。

## 历史

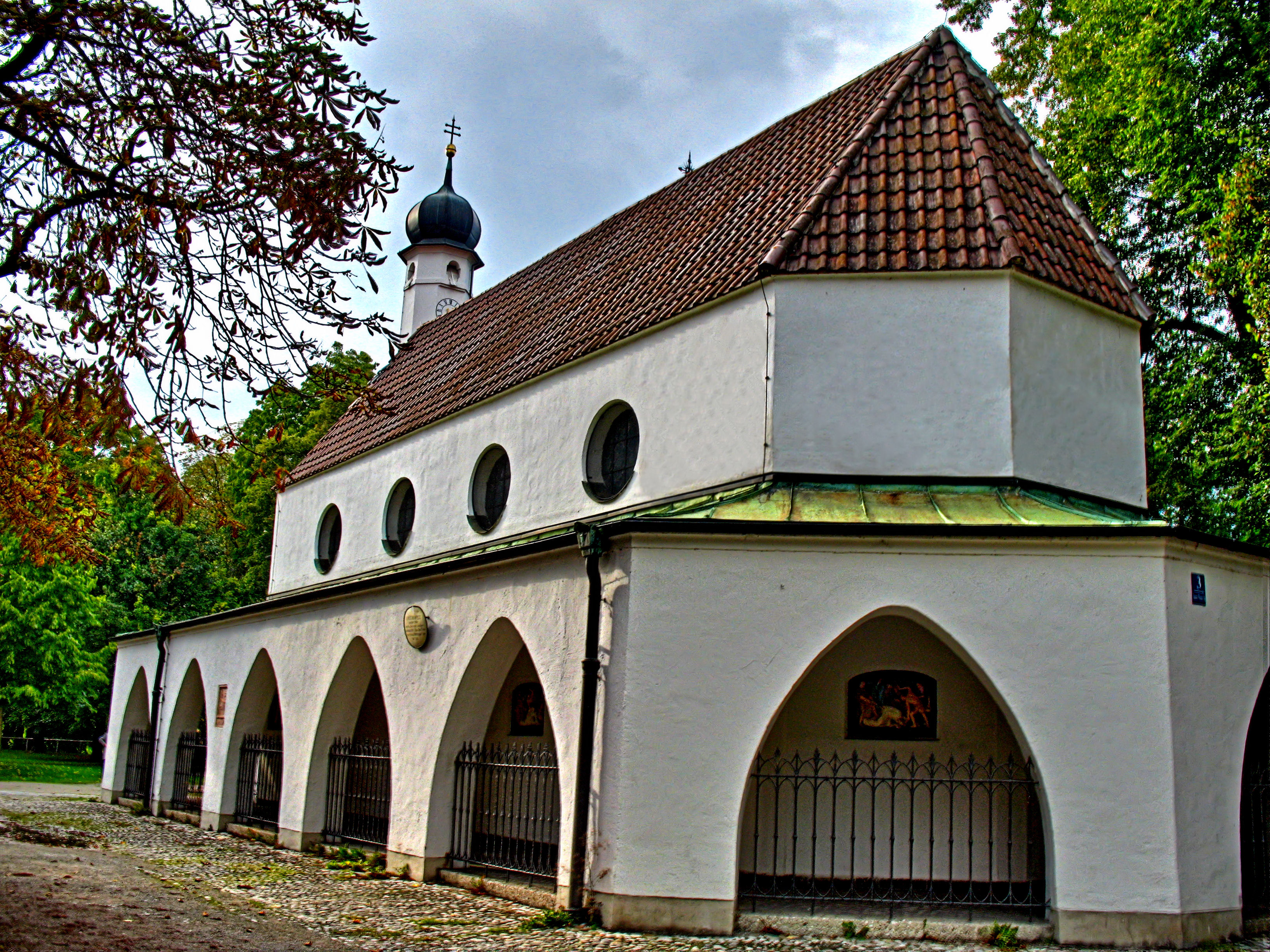
陡坡旁的洛雷托小圣堂

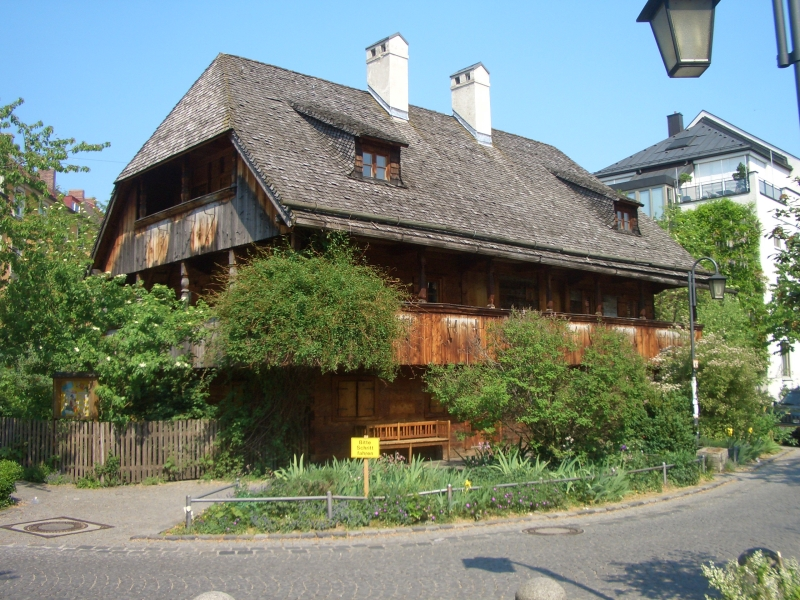
普雷兴大街上的“克里希木屋”

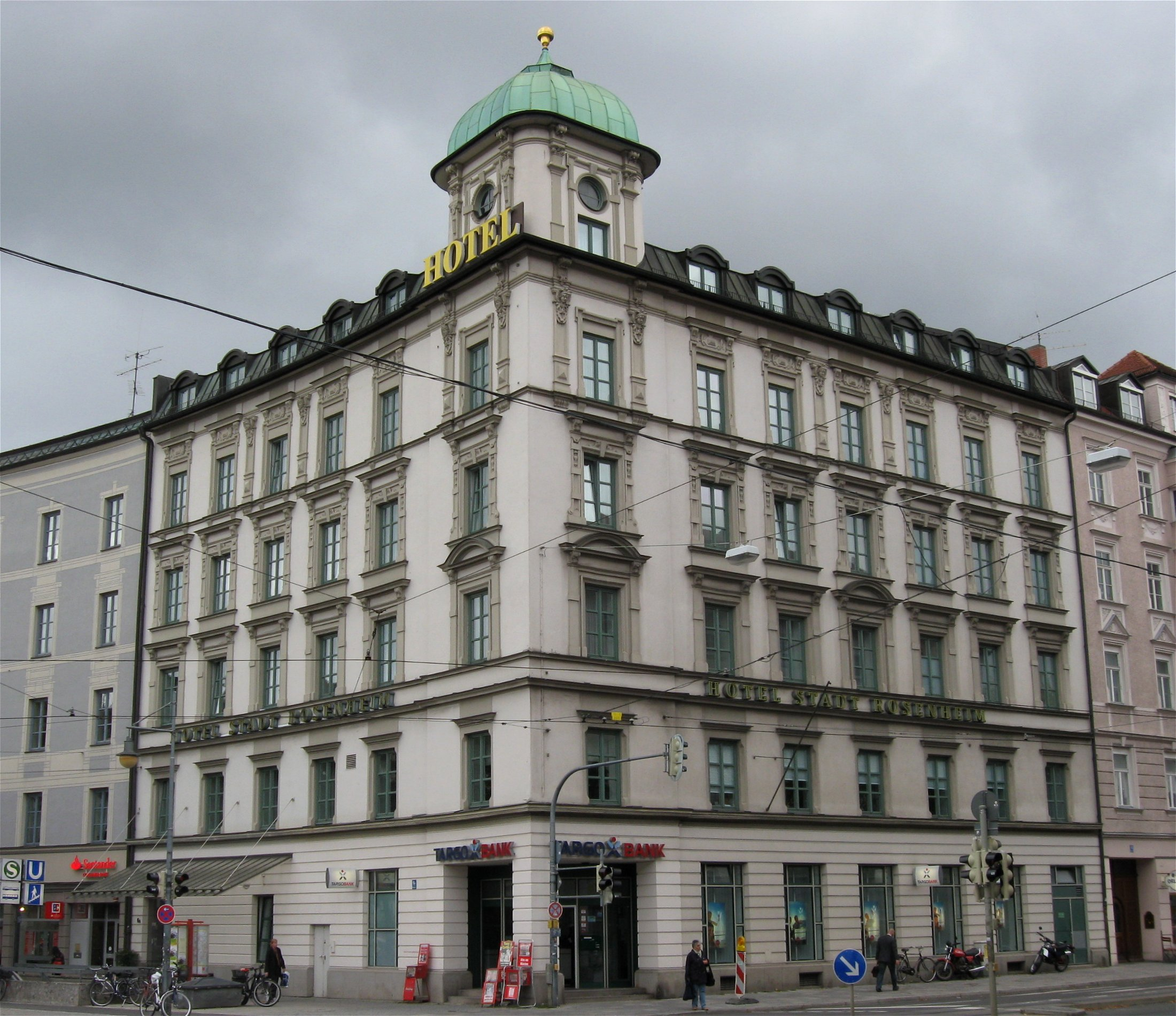
位于奥尔良广场的新文艺复兴风格拐角屋

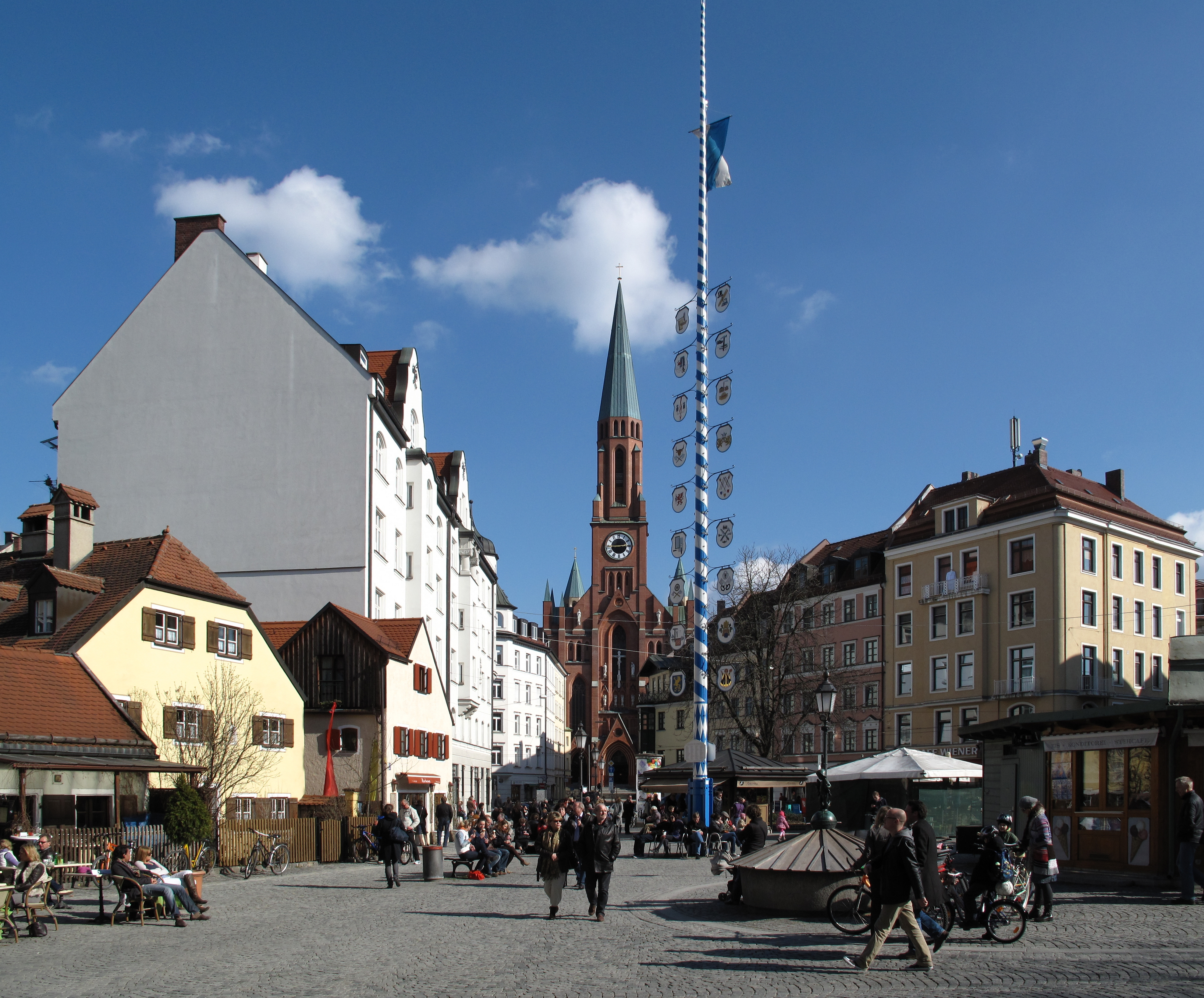
维也纳广场 (慕尼黑)

海德豪森最早是在公元808年以（意指荒原上的房子）的名称作为居民点首次被记载在一份教会的文献中。这里可以从慕尼黑经由所谓（意指非常陡峭的路径）抵达，它随着时间的流逝被逐渐演变成“陡坡”。这一名词也代表着著名的文化中心，即海德豪森如今标志性的分界。盐路也是经由海德豪森通往慕尼黑。这里早期重要的经济来源是土砖产品，这是由粘质土壤加工而成。在政治上，海德豪森在1612年以前均归属沃尔夫拉茨豪森所管辖，在1612年至1662年期间它又与另外两条村庄坳和下吉兴组成自己的管理部门。1692年，海德豪森成为莱布尔芬男爵的领地，直至1826年纳入巴伐利亚。
一方面，普雷兴-霍恩阿绍伯爵从17世纪至1827年的庄园便位于海德豪森。其宫殿在后来成为教会财产，并且原建于普雷兴大街（Preysingstraße）的原址至今仍然保留有修道院建筑。另一方面，距此不远处的地方（今维也纳市场附近）随着在砖窑周边工作的弱势群体住房的形成，而兴起了早期的小型城市架构。这些住房至今仍有部分获得了保留。
在海德豪森的伊萨尔河高岸，即如今陡坡所在的地带，长久以来都被啤酒厂作为拱顶地窖以冷却啤酒。
1835年居住在海德豪森的人口已达10000人。尤其是受到19世纪末德国产业革命的影响，导致海德豪森的人口激增。在这一时期，伊萨尔河右岸诊所成立，并且在马克西米利安大街的终点建成了马克西米利安纪念馆。
在1854年10月1日，海德豪森连同坳和下吉兴一起被并入了王国首都慕尼黑。据1900年的人口普查显示，海德豪森的常住人口已逾60000人。在慕尼黑苏维埃共和国被粉碎后，先前的谴责者，即无辜的拉默斯多夫-佩拉赫公民于1919年5月5日，在宫廷酿酒窖的宾客花园遭到自由軍團枪杀。1919年10月16日，阿道夫·希特勒在宫廷酿酒窖的111位到访者面前，完成了其首次党内演讲。1923年11月8日，希特勒又在罗森海姆大街的贝格勃劳凯勒啤酒馆发动了啤酒館政變。
经过为期两年的建设，海德豪森车站于1871年正式落成，它是由马克西米利安纪念馆的设计者弗里德里希·比尔克莱因所建。当时地处铁路车站（东）、罗森海姆大街（南）、牛奶大街（Milchstraße）/石头大街（Steinstraße）（西）和普雷兴大街之间的“在空中（Auf den Lüften）”地区则仍未开发。对于这片地区的发展，设计师阿诺德·泽内蒂在1870年的一份城市扩张规划中定性为奠基時代风格的通往“布劳瑙车站的街道沿线”。
半圆形的奥尔良广场形成了东站社区（Ostbahnhofviertel）匀称排列的三轴布局基础，由于其根据法国城市命名的街道，东站社区也被称为“法国社区”：沃尔特大街（Wörthstraße）是中心轴线，魏森堡大街（Weißenburger Straße）和贝尔福大街（Belfortstraße）则是对角线。第一条大街在1872年建成，它们的命名都来自在普法戰爭取得胜利战役的地点。一个例外是波尔多广场（Bordeauxplatz），这是由于后来慕尼黑和波尔多结为友好城市而命名。该地区在1870年至1900年间的发展是从罗森海姆大街向北延伸，其风格在1880年代主要为新文藝復興建築，1890年代则主要为巴洛克复兴建筑。
紧密的发展是要为穷人提供负担得起的住房。其结果是海德豪森在1900年左右成为慕尼黑人口最为稠密的地区之一，时至今日仍有特别高的比例为老建筑形态。
海德豪森由于长时间以来较高的穷人比例而在慕尼黑市内被讥讽为“碎玻璃片社区（Glasscherbenviertel）”。随着工业用地在1980年代遭到拆除并由居住空间所取代，然后建立了位于洛特灵大街13号的城市画廊“洛特灵13”、穆法特礼堂和陡坡文化中心，使得这一区的旧建筑得到陆续翻新。社区的吸引力已在逐渐增加，因此如今的海德豪森已是慕尼黑市内一个令人垂涎的居住区，其特点是提供有众多的商店、餐厅、咖啡馆以及广泛的文化设施。

## 夜生活
由于其提供多种多样的酒吧和餐厅，使得海德豪森成为继施瓦宾之后，慕尼黑的第二大夜生活中心。除了酒店和啤酒花园外，在火车东站、罗森海姆广场（Rosenheimer Platz）和马克斯·韦伯广场之间还能找到几乎每一个国家的美食。